# مهجورات النواة
مهجورات النواة (الاسم العلمي:Karyorelictea) هي طائفة من الهدبيات تتبع شعيبة الرباطيات خلف هدبية. معظم الأنواع هي أعضاء في مجتمع القاعيات الصغروية (microbenthos)، أي الكائنات المجهرية الموجودة في الموائل الخلالية البحرية على الرغم من وجود جنس واحد هو العيصولة (Loxodes) التي يتواجد في المياه العذبة. لم تتم زراعة غالبية أنواع مهجورات النواة في المختبر على الرغم من تطوير سلالات نسيليّة من جنس العيصولة.

## النظاميات
وفقًا لـLynn (2008) تنقسم طائفة مهجورات النواة إلى ثلاثة رتب:
- العيصوليات التي تحتوي على الفصيلتين مستورات البلعوم والعيصولات
- متغايِرات الأهداب الأولية التي تحتوي على الفصيلتين مهدبات أفيل ومهدبات جيلاي؛
- الثغيريات الأولية التي تحتوي على الفصيلتين حاملات الشوكة ورقبيات الذيل.

تم تحديد هذه الرتب الثلاثة شكليًا، وتم تأكيدها باستخدام علم الوراثة الجزيئي.
فصيلة إضافية وهي مهدبات ويلبرت ذات انتماء غير مؤكد ولم يتم تعيينها لأي من الرتب القائمة.